# Drava
Drava (italiensk, slovensk, kroatisk, ungarsk) eller Drau (tysk) er en biflod til Donau. Den løber i vest-østlig retning gennem de sydlige Alper. Floden er 750 km lang .
Dravas kilde ligger i 1.450 m.o.h. ved Toblacher Feld i den italienske dal Pustertal i Sydtyrol. Derfra løber floden gennem de østrigske delstater Tyrol og Kärnten, videre til Slovenien og til Kroatien, hvor den danner delvis grænse til Ungarn. Floden munder ud i Donau ved Osijek, som samtidig er den største by, som Drava passerer. Andre vigtige byer langs floden er Lienz, Spittal an der Drau, Villach, Maribor, Ptuj og Varaždin.
Vigtigste bifloder er Isel, Gail, Gurk og Mura.